# Carlos José Belgrano
Carlos José Belgrano fue un militar porteño que sirvió durante las invasiones británicas al Río de la Plata. Fue comandante militar y primera autoridad de San Fernando (Buenos Aires) y comandante y presidente de su ayuntamiento de Luján. Adhirió a la Revolución de Mayo y alcanzó el grado de teniente coronel en los ejércitos de la revolución. Fue hermano del prócer argentino Manuel Belgrano.

## Biografía
Nació en la ciudad de Buenos Aires el 5 de noviembre de 1761, primogénito del italiano Domingo Belgrano (1730, Oneglia - 1795, Buenos Aires), dueño de una de las principales fortunas del Río de la Plata, y de María Josefa González Casero (1742, Buenos Aires - 1799, Buenos Aires).
Inició su carrera militar muy joven, se incorporó como Subteniente de Banderas del primer Batallón del Regimiento de Milicias de Infantería de la Ciudad de Buenos Aires, el 25 de marzo de 1780, Al año siguiente se lo comisionó para que marchara a buscar desertores al interior de la provincia de Buenos Aires. En 1782 alcanzó el grado Teniente Capitán de la Segunda Compañía del primer Batallón del Regimiento de Milicias de Infantería de la ciudad. A fines de año viajó a España y estando allí, el 6 de abril de 1783,  fue nombrado Alférez del Regimiento de Dragones de Buenos Aires.
En noviembre de 1790 viajó a España, donde se reencontró con sus hermanos Manuel y Francisco que se encontraban allí estudiando. Durante su estadía en la península presentó documentos para demostrar su "limpieza de sangre" de gran importancia documental.
El 20 de febrero de 1793 fue promovido a teniente graduado y a efectivo el 12 de febrero del siguiente año. En 1795 fue nombrado edecán del virrey Pedro de Melo. Embarcó de regreso al Río de la Plata el 29 de diciembre de 1794.
El 30 de abril de 1799 fue nombrado ayudante mayor de la Asamblea de Caballería de Buenos Aires. El 24 de marzo de 1802 fue agregado como ayudante mayor veterano al regimiento de Voluntarios de Caballería de la Frontera.
En 1804 fue nombrado comandante militar de Las Conchas. El 15 de mayo de 1805 era ayudante mayor del regimiento de Voluntarios de Caballería de la Frontera de Buenos Aires y ejercía el cargo de comandante militar del puerto de las Conchas y Villa de San Fernando de la Buena Vista, convirtiéndose en la primera autoridad de ese partido.
Producida una gran inundación en el litoral de San Fernando y Tigre por la breve pero intensa sudestada del 5 y 6 de junio de 1805, el Virrey Rafael de Sobremonte encargó al comandante Belgrano la construcción de un canal y puerto, y el 6 de agosto de 1805 envió a Punta Gorda a esos efectos al ingeniero de la Real Armada Eustaquio Giannini y al entonces capitán de navío Santiago de Liniers. En octubre de ese año se le encargó levantar un censo de la naciente población, que fue entregado en marzo de 1806 arrojando una población estable de 304 personas.
El 18 de diciembre de 1805 Sobremonte convertía al poblado en Villa con el nombre de San Fernando de Buena Vista y el 9 de enero de 1806 lo informaba al Comandante Belgrano.
Desempeñaba el puesto al producirse la primera de las invasiones británicas y cuando Liniers desembarcó para reconquistar la ciudad de Buenos Aires.
Auxilió en la logística de la operación y por su actuación mereció la recomendación ante el virrey debido a que «contribuyó a la gloriosa reconquista de esta Capital proporcionando auxilios de carros, bueyes y ganado», participando luego con heroísmo en la subsecuente reconquista de Buenos Aires.
En 1810 el virrey Cisneros lo confirmó como comandante de San Fernando y encargado de las obras del nuevo canal y, producida la Revolución de Mayo, en agosto de 1810 la Primera Junta decidió fusionar nuevamente las comandancias de Las Conchas y de San Fernando, lo puso al frente y le confió el cargo de sargento mayor encargándole la vigilancia de la costa.
Mantuvo el puesto hasta que en noviembre de 1812 fue nombrado comandante militar de la villa de Luján y presidente de su ayuntamiento.
Falleció con el grado de teniente coronel el 20 de agosto de 1814.
El 11 de noviembre de 1806 había casado con María Josefa Sánchez González, hija de N. Sánchez Vásquez y María González Casero, con quien tuvo varios hijos: Carlos (1805-1838), Felipe, Juan José y Victoria Belgrano Sánchez (1807-1831).